# Dorfkirche Welkershausen

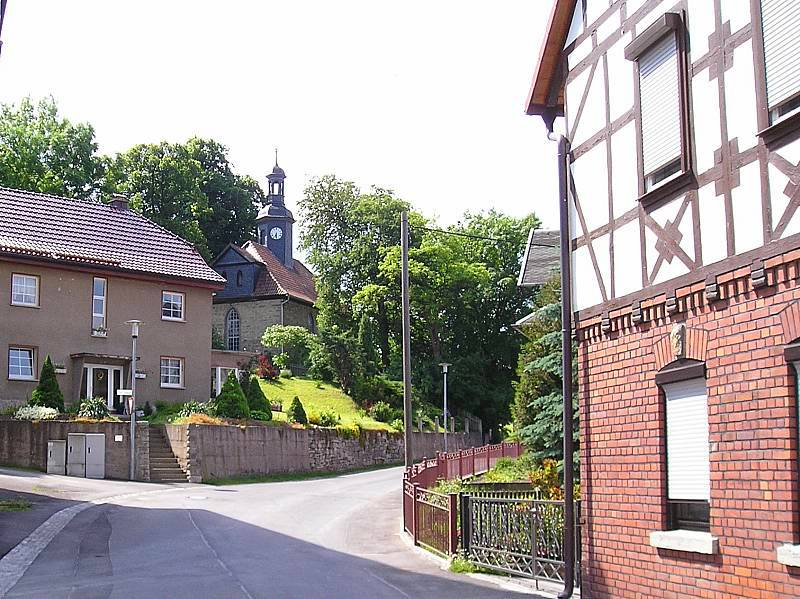
Der Ortsstraße mit der Kirche im Hintergrund

Die evangelisch-lutherische Dorfkirche Welkershausen steht im Stadtteil Welkershausen der Stadt Meiningen im Landkreis Schmalkalden-Meiningen in Thüringen. Sie gehört zur Kirchgemeinde Meiningen im Kirchenkreis Meiningen der Evangelischen Kirche in Mitteldeutschland.

## Geschichte
Den Vorgängerbau der Welkershäuser Kirche brannten 1634 die Kroaten im Dreißigjährigen Krieg nieder. Die Grundsteinlegung der außen schmucklosen Dorfkirche fand am 17. Juli 1724 statt. Mit der Bauausführung war der Maurermeister Daniel Schaubach beauftragt. Geweiht wurde die Kirche am 25. November 1728. Sie besitzt einen sechseckigen Dachreiter mit zwei Schweifkuppeln auf dem First und Fachwerk am Giebelerker. Der Innenraum des Gotteshauses ist dagegen ein Schmuckstück durch die Ausmalung geworden. Die Gemälde an der Decke sind aus dem Jahr 1728. Das Gotteshaus wird nur selten genutzt, meist als Sommerkirche oder zu hohen kirchlichen Feiertagen.